# Enhalus
Enhalus é um género botânico pertencente à família hydrocharitaceae.